# Lucifer orientalis
Lucifer orientalis is een tienpotigensoort uit de familie van de Luciferidae. De wetenschappelijke naam van de soort is voor het eerst geldig gepubliceerd in 1919 door Hansen.